# Реки Брунея

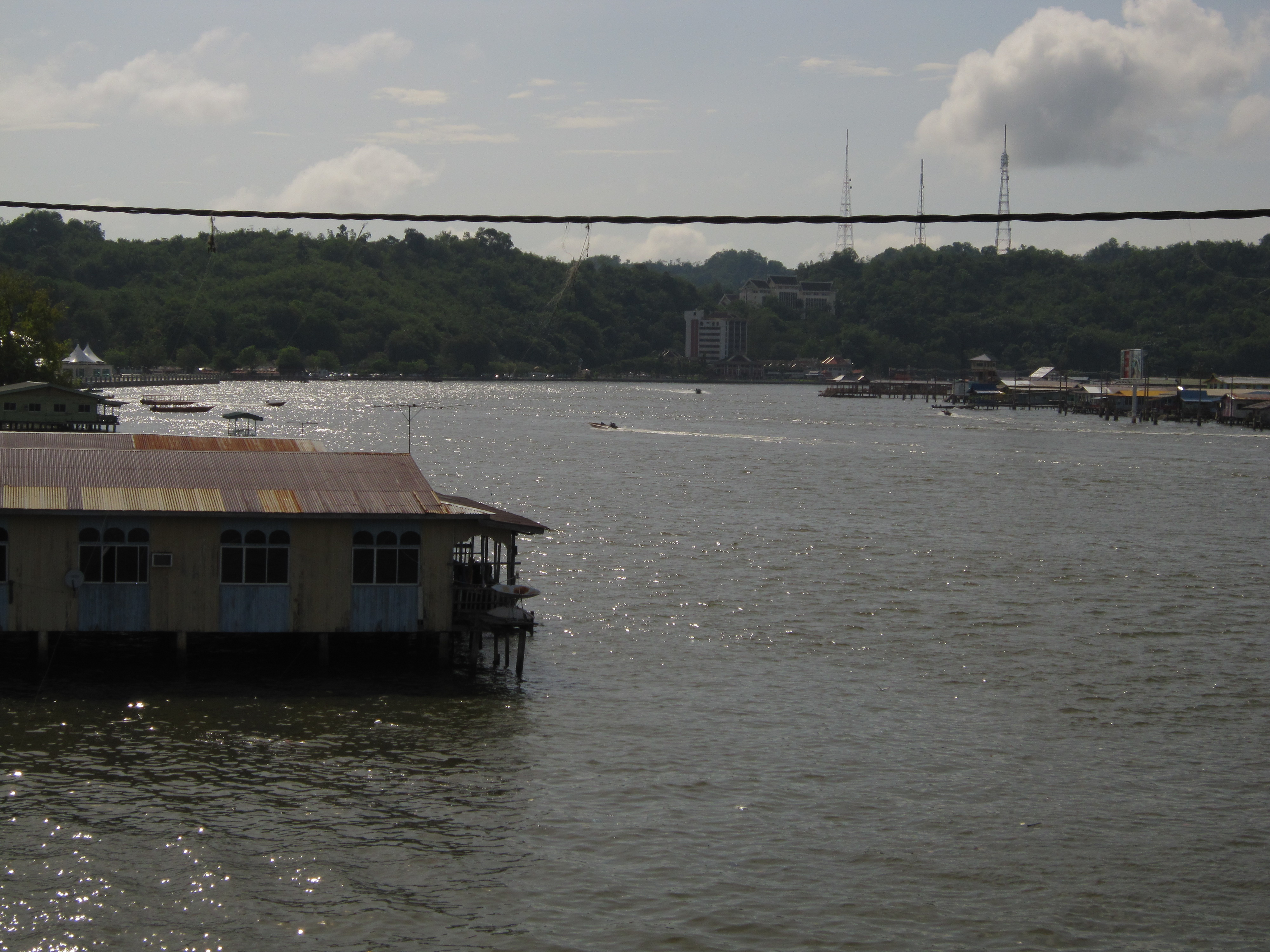
Бруней, река, протекающая через столицу страны Бандар-Сери-Бегаван.

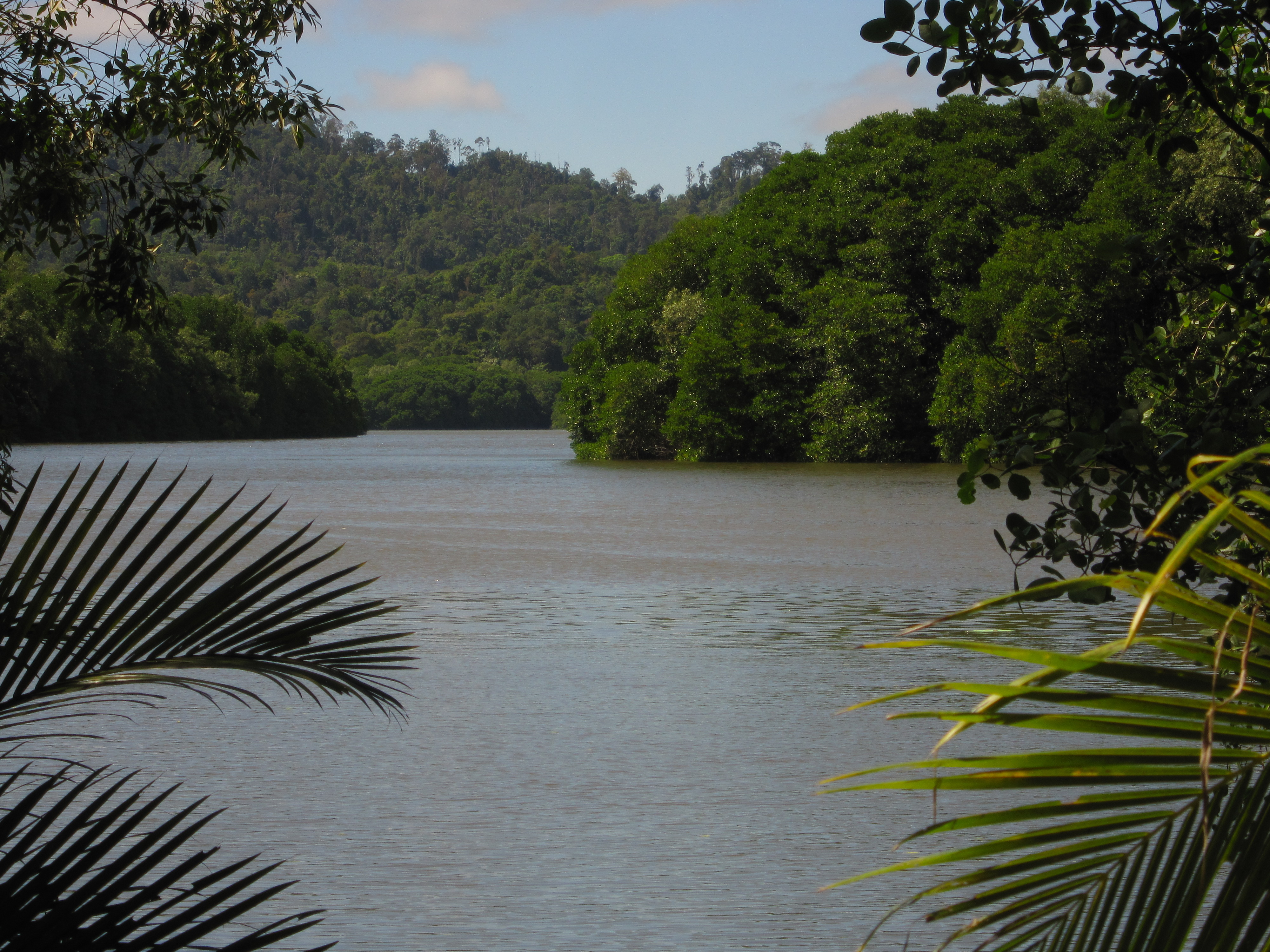
Устье Дамуана, притока Брунея.

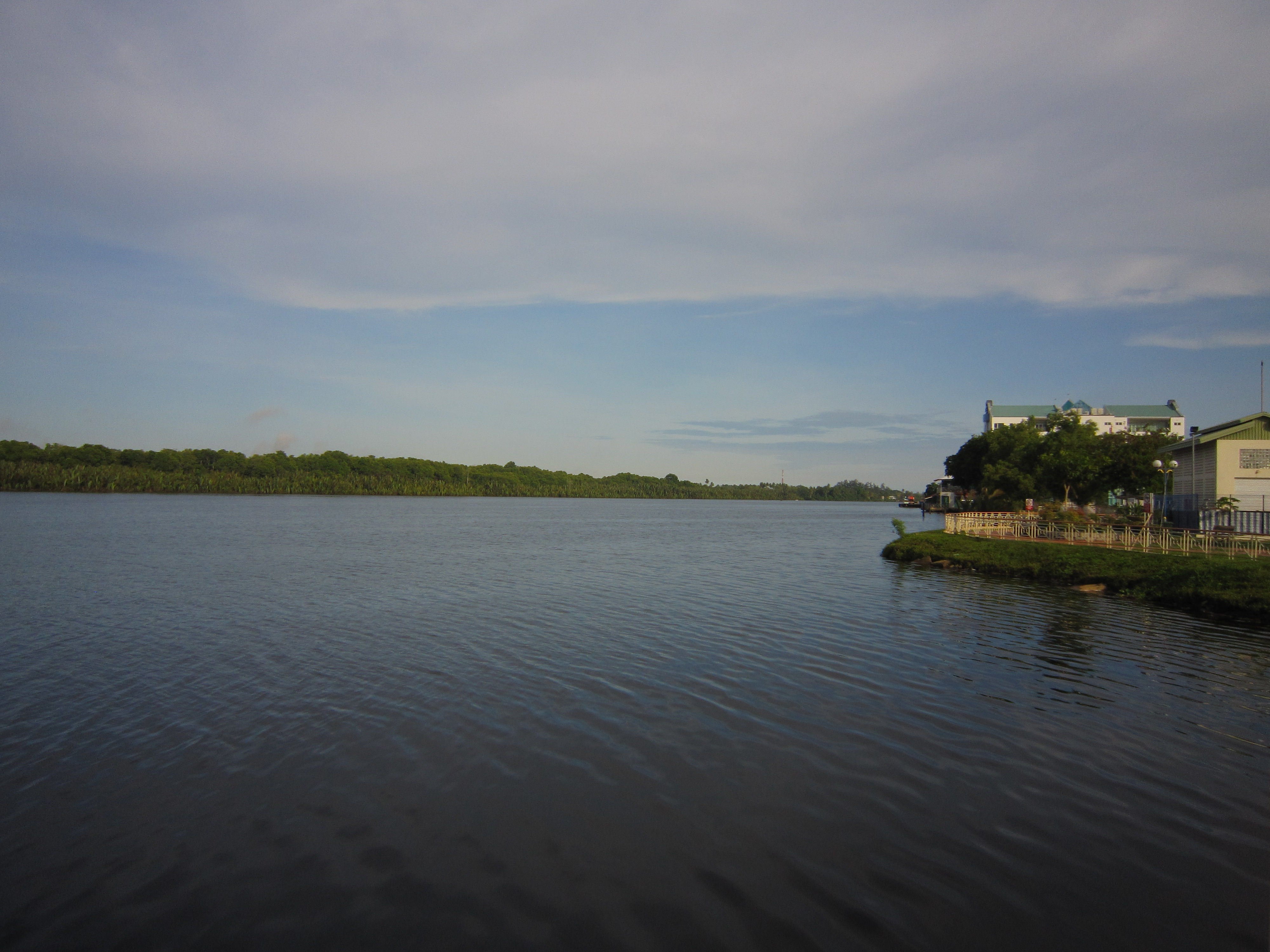
Белайт, крупнейшая река в стране.

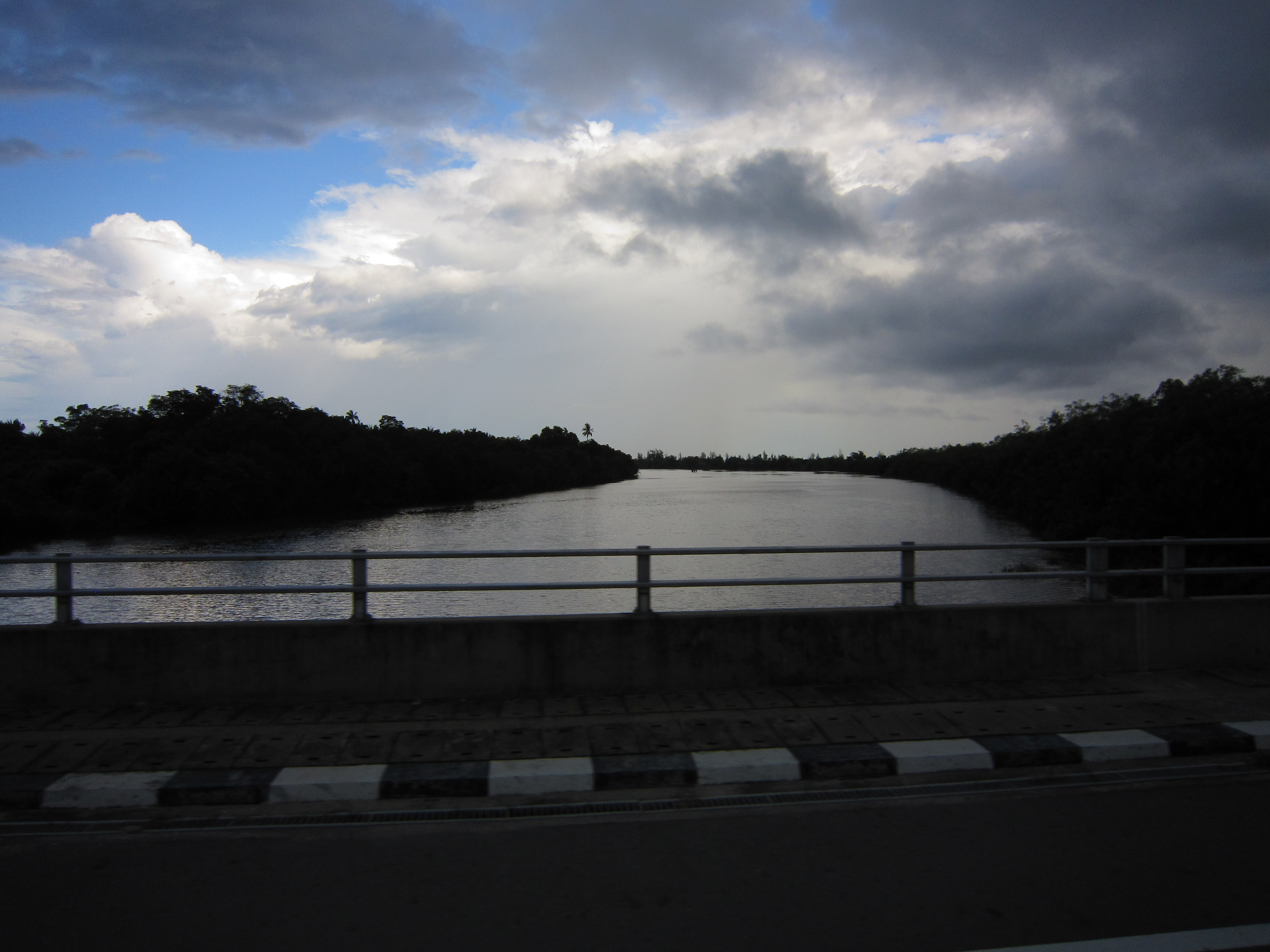
Мост через Тутонг.

Реки Брунея, в основном, берут начало на холмах в южной части страны и текут на север, впадая в Южно-Китайское море. Больших рек или озёр в стране нет. Крупнейшие реки в западной части страны — Белайт, Тутонг и Бруней, в восточной части страны — Пандаруан и Тембуронг. Самой длинной рекой в стране является Белайт.

## Хозяйственное использование
Реки Брунея используются как основной источник питьевой и хозяйственной воды, а также для орошения и рыбной ловли. Исторически реки в Брунее играли важную транспортную роль, и сейчас, когда в прибрежной части страны построена развитая сеть автомобильных дорог, реки по-прежнему остаются основными транспортными путями, ведущими вглубь Брунея.

## Список крупнейших рек
В списке собраны реки, у которых расстояние от истока до устья (по прямой) превышает 20 км.
| название         | длина, км | расстояние от истока до устья, км | площадь бассейна, тыс. кв. км | впадает в           |
| ---------------- | --------- | --------------------------------- | ----------------------------- | ------------------- |
| Белайт           |           | 75                                |                               | Южно-Китайское море |
| Тембуронг        |           | 60                                | 840                           | Южно-Китайское море |
| Тутонг           |           | 54                                |                               | Южно-Китайское море |
| Пандаруан        |           | 42                                |                               | Южно-Китайское море |
| Бруней           | 41        | 31                                | 330                           | Южно-Китайское море |
| Бату-Апои        |           | 28                                |                               | Тембуронг           |
| Дамит / Рампайох |           | 26                                |                               | Белайт              |
| Белалонг         |           | 24                                |                               | Тембуронг           |
| Мендарам         |           | 23                                |                               | Белайт              |